# Pixel art
El pixel art o arte de píxel es una forma de arte digital, creada a través de un ordenador mediante el uso de programas de edición de gráficos rasterizados, donde las imágenes son editadas al nivel del píxel. Las imágenes de la mayor parte de los antiguos videojuegos para PC, videoconsolas y muchos juegos para teléfonos móviles son consideradas obras de pixel art. Posee similitudes con el puntillismo, difiriendo principalmente en las herramientas para la creación de las imágenes: computadoras y programas en lugar de pinceles y lienzos.
La terminología Pixel Art fue publicada por primera vez por Adele Goldberg y Robert Flegal, ambos miembros del Centro de Investigación de Xerox en Palo Alto.

## Historia
El arte de píxel debe su origen principalmente a los videojuegos, sobre todo a juegos arcade clásicos como por ejemplo Space Invaders (1978) o Pac-Man (1980) y consolas de 8 bits como la Nintendo Entertainment System (1983) y la Sega Master System (1985).
El término pixel art fue publicado por primera vez por Adele Goldberg y Robert Flegal del centro de investigación Xerox Palo Alto en 1982. El concepto, sin embargo, se remonta al desarrollo del sistema SuperPaint de Richard Shoup en 1972, también en Xerox PARC.
Algunas formas de arte tradicional, como puede ser el bordado de hilos contados (incluyendo el punto de cruz) y algunos tipos de mosaico y trabajos con cuentas, son muy similares al arte de píxel. Estas formas de arte construyen imágenes a partir de pequeñas unidades de color de forma similar a los píxeles en la computación digital moderna. Un concepto similar a una escala mucho mayor puede ser visto en el Festival Arirang de Corea del Norte.

## Técnica

Cristóbal Colón creado en arte de píxel.

Los dibujos a menudo comienzan con una imagen de partida denominada line art, que constituye las líneas básicas que definen al personaje, construcción o cualquier objeto o cosa que el artista pretenda dibujar. Estas líneas son por lo general trazadas a mano y posteriormente escaneadas.
La limitada paleta a menudo solicita el uso del llamado tramado con el objetivo de lograr diferentes sombras y colores, pero debido a la naturaleza de esta forma de arte esto se hace completamente a mano. También se suele realizar antialiasing o suavizado de bordes a mano.
Aquí se muestra en mayor detalle algunas zonas de la imagen superior (El Gunk), se puede observar parte de la técnica empleada:
1. La forma básica de entrelazado emplea dos colores que repiten una secuencia de 2 × 2 píxeles de área. Cambiar la densidad de cada color nos lleva a diferentes tonalidades.
2. Un entrelazado estilizado en áreas de 2 × 2 píxeles aleatoriamente distribuido puede producir interesantes texturas. También es frecuente el empleo de pequeños círculos.
3. El suavizado, a pesar de que programas lo añaden con filtros, suele ser a mano, para evitar puntos indeseados al suavizar curvas y transiciones de color. Algunos artistas usan esto solo internamente manteniendo las líneas exteriores del dibujo de forma que puedan ajustarse a cualquier fondo. Si la imagen emplea el formato PNG, el canal alfa (transparencia) puede usarse para crear efectos de suavizado con las imágenes que podrían quedar de fondo al realizarse superposiciones.

## Categorías
El pixel art se divide comúnmente en isométrico y no isométrico. El estilo isométrico es dibujado casi en una proyección dimétrica isométrica. Esto se ve mucho en juegos para producir la sensación de un entorno tridimensional sin usar una computadora con verdadero potencial para producir gráficos en 3D. Técnicamente, un ángulo isométrico debería ser de 30 grados desde la horizontal, pero esto no produce un buen resultado en pixel art ya que los píxeles en estas líneas no siguen una sucesión regular. Para solucionar esto, se toman pendientes de una razón de 1:2 píxeles, llevando a un ángulo de aproximadamente 26.565 grados (arcotangente de 0.5)
El pixel art no isométrico es todo aquel que no entra en la categoría de pixel art isométrico, y usa vistas de frente, de lado, desde encima o en perspectiva.

## Videojuegos
Este tipo de dibujos ha estado muy presente en juegos antiguos, pero también se destacan juegos actuales que siguen manteniendo este arte digital como forma de diseño como por ejemplo Minecraft, que sigue trabajando a través avatares y muebles creados en pixel art y que cuenta con marcadas reglas en cuanto a este diseño como por ejemplo los bordes negros, el pixel art isométrico, etc. o juegos de videoconsolas antiguas que no soportaban grandes gráficos.
Como es lógico, esta forma de diseño está siendo remplazada por otras formas de arte digital más avanzadas gracias al aumento de la tecnología y la mayor capacidad de soporte de nuevas videoconsolas, ordenadores, tabletas, teléfonos inteligentes, etc. Pero aquellos juegos que lo tenían desde un principio siguen arraigados a esta forma de diseño.
La mayoría de juegos que continúan trabajando con este tipo de diseño son juegos llamados de plataformas o simples realizas en un diseño no isométrico y que, como el diseño, son simples minijuegos que resultan más fáciles de realizar si no han querido centrarse mucho en la parte que respecta a realizar los avatares, objetos, etc. resultando ser más simple este arte digital.